# Euagrus chisoseus
Espèce
Synonymes
- Euagrus ravenus Gertsch & Mulaik, 1940
- Euagrus apacheus Gertsch & Mulaik, 1940
- Euagrus ritaensis Chamberlin & Ivie, 1945

Euagrus chisoseus est une espèce d'araignées mygalomorphes de la famille des Euagridae.

## Distribution
Cette espèce se rencontre aux États-Unis au Texas au Nouveau-Mexique et en Arizona et au Mexique au Sonora et au Chihuahua,.

## Description
La femelle holotype mesure 8,50 mm.
La carapace du mâle holotype mesure 3,5 mm de long sur 2,8 mm.

## Étymologie
Son nom d'espèce lui a été donné en référence au lieu de sa découverte, les monts Chisos.

## Publication originale
- Gertsch, 1939 : Report on a collection of Arachnida from the Chisos Mountains. Contribution of the Baylor University Museum, vol. 24, p. 17-26.